# Amusement (Van Dongen)
Pour les articles homonymes, voir Amusement.
Amusement est un tableau réalisé par le peintre néerlandais Kees van Dongen en 1914. De format vertical, cette huile sur toile représente une femme peintre dans un atelier où se reconnaissent d'autres œuvres de cet artiste.
Vêtue d'une robe blanche, la jeune femme se tient ainsi à côté de Marchandes d'herbes et d'amour face à Mademoiselle Miroir, Mademoiselle Collier et Mademoiselle Sopha, respectivement au mur et sur un chevalet. Un pinceau à la main droite et une palette à la gauche, elle peut être envisagée comme une allégorie de la Peinture visitant le créateur sur les lieux de son travail.
Le tableau est exposé au Salon des indépendants, à Paris, en France, l'année de sa création, qui est aussi celle où il est acquis par Marcel Sembat. Légué en 1923, il est conservé au musée de Grenoble, à Grenoble, dans l'Isère.